# Il cavaliere azzurro (Kandinskij)
Il cavaliere azzurro (in tedesco: Der Blaue Reiter) è un dipinto a olio su tela (55×60 cm) realizzato nel 1903 dal pittore Vasilij Kandinskij. Fa parte di una collezione privata di Zurigo.

## Genesi del dipinto
Kandinskij trasse ispirazione per questo quadro dalle leggende e fiabe del Medioevo tedesco e della tradizione popolare russa, per le quali aveva maturato un grande interesse. In particolare l'artista era affascinato proprio dalla figura dei cavalieri che per combattere il male affrontavano le prove più ardue e i pericoli più spaventosi: essi sono quindi il simbolo della lotta fra bene e male, della battaglia dello spirito contro il materialismo. Il titolo di questo dipinto venne modificato da Kandinskij con l'aggiunta dell'aggettivo "azzurro" nel 1912, prendendo ispirazione dal gruppo che fondò insieme a Franz Marc: Der Blaue Reiter.

## Descrizione
L'opera rappresenta un cavaliere che, vestito d'azzurro e in groppa al suo cavallo bianco, cavalca velocemente su di una collina verde-oro. Tale collina è delimitata da una delicata linea curva che declina procedendo da destra verso sinistra e su di essa si stagliano degli alberi con le foglie ingiallite, chiaro segno del fatto che ci troviamo nella piena stagione autunnale.
La tecnica utilizzata da Kandinskij è ancora molto vicina all'Impressionismo.